# Horatio Poulter
Horatio Orlando Poulter (Frimley, Surrey, 29 d'octubre de 1877 – Guildford, Surrey, 30 d'agost de 1963) va ser un tirador anglès que va competir a començaments del segle xx.
El 1912 va prendre part en els Jocs Olímpics d'Estocolm, disputant tres proves del programa de tir. Guanyà la medalla de bronze en les proves per equips de pistola militar, 30 metres i pistola militar, 50 metres, mentre fou sisè en la de pistola, 50 metres.